# Spider-Man: Brand New Day
Spider-Man: Brand New Day is een aankomende Amerikaanse superheldenfilm geregisseerd door Destin Daniel Cretton. De film is een vervolg op de film Spider-Man: No Way Home uit 2021 en zal dienen als de 38e film in het Marvel Cinematic Universe, daarbinnen is het de vierde Spider-Man-film.

## Verhaal
De film volgt Peter Parker, beter bekend als Spider-Man, die zijn leven opnieuw probeert op te bouwen nadat iedereen vergeten is dat hij bestaat.

## Rolverdeling
| acteur           | personage                  |
| ---------------- | -------------------------- |
| Tom Holland      | Peter Parker / Spider-Man  |
| Zendaya          | Michelle "MJ" Jones-Watson |
| Jacob Batalon    | Ned Leeds                  |
| Jon Bernthal     | Frank Castle / Punisher    |
| Mark Ruffalo     | Bruce Banner / Hulk        |
| Michael Mando    | Mac Gargan / Scorpion      |
| Sadie Sink       | n.n.b.                     |
| Liza Colón-Zayas | n.n.b.                     |

## Achtergrond

### Ontwikkeling
In september 2024 werd bekend dat Chris McKenna en Erik Sommers zouden terugkeren om óok het scenario van deze film te schrijven, eerder waren ze al verantwoordelijk voor de scenario's van de drie voorgaande Spider-Man-films. Tevens ging het gerucht dat Sony Destin Daniel Cretton als regisseur op het oog hadden, hij regisseerde eerder de film Shang-Chi and the Legend of the Ten Rings voor het Marvel Cinematic Universe. Dit nieuws werd in oktober 2024 officieel bevestigd, hierbij werd tevens bekend dat Tom Holland zijn rol als het titelpersonage zou hernemen. Eind maart 2025 maakte Cretton en Holland tijdens Sony's panel tijdens CinemaCon de officiële titel van de film bekend als Spider-Man: Brand New Day.
In juni 2025 werd bevestigd dat Zendaya en Jacob Batalon naast Holland terug zullen keren om hun rollen te hernemen. Diezelfde maand werd tevens bekend dat Jon Bernthal aan de film was toegevoegd als het personage Frank Castle / Punisher. In augustus 2025 werd ook Mark Ruffalo aan de film toegevoegd als het personage Bruce Banner / Hulk. Andere acteurs die waren aangenomen zijn onder anderen Sadie Sink, Liza Colón-Zayas en Michael Mando.

### Productie

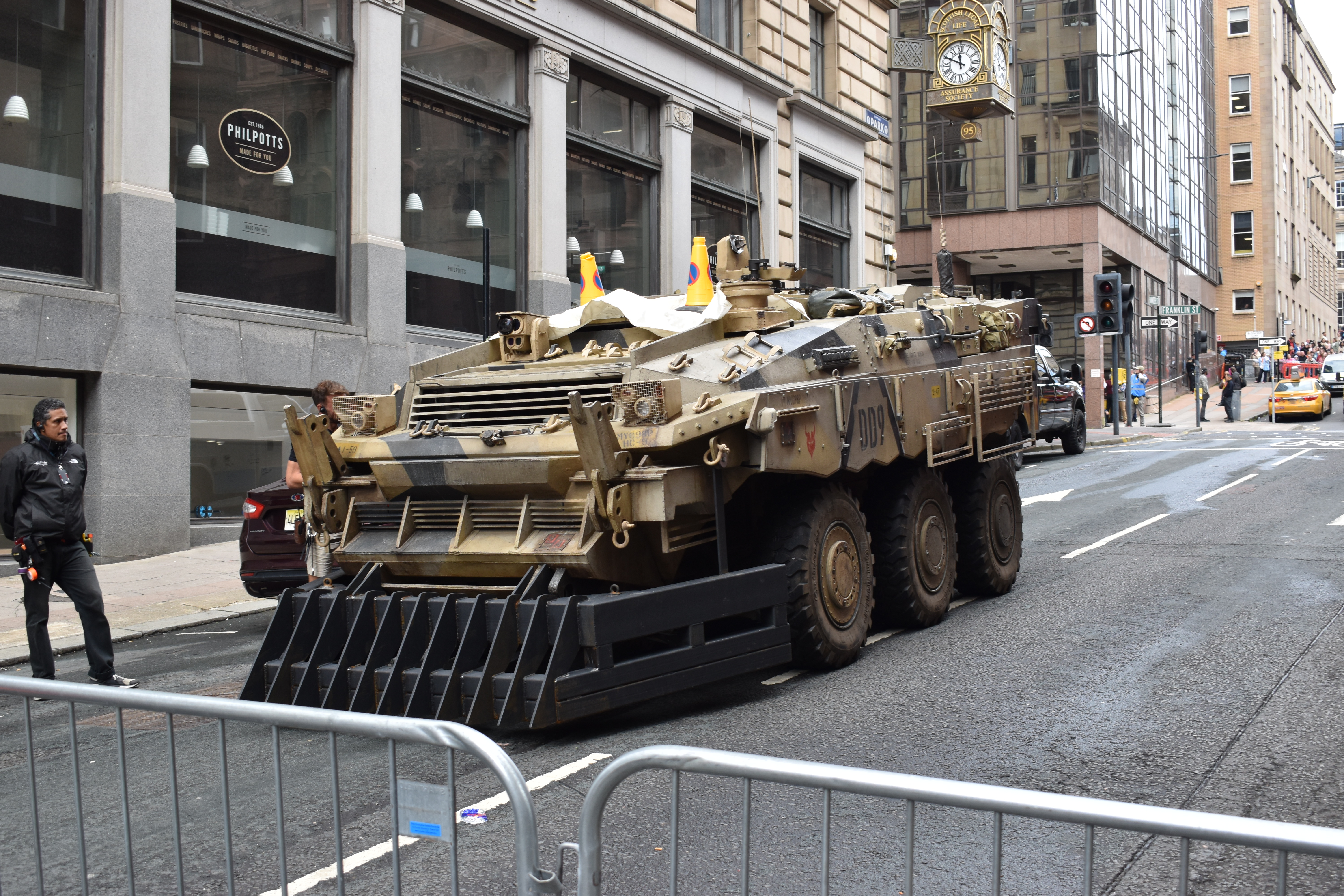
Een tank op de filmset in Glasgow met de code DD9 erop

Op 1 augustus 2025, bekend als Spider-Man-dag, lanceerde Sony een negen seconde durende teaser van het nieuwe kostuum van Spider-Man. Deze werd een dag later opgevolgd door een video waarin Tom Holland als Spider-Man een filmstudio binnen loopt en vraagt of we er klaar voor zijn.
De opnames van de film gingen vervolgens op 3 augustus 2025, onder leiding van cameraman Brett Pawlak, van start in Glasgow, Schotland. De opnames vinden onder meer plaats in Merchant City, George Square en Trontgate, en moeten de stad New York gaan voorstellen.

## Release
Spider-Man: Brand New Day staat gepland om door Sony Pictures Releasing wereldwijd uitgebracht te worden, met in de Verenigde Staten een geplande releasedatum van 31 juli 2026. De film zal daarmee onderdeel zijn van fase zes van het Marvel Cinematic Universe. Oorspronkelijk stond de geplande releasedatum van 24 juli 2026; deze werd een week opgeschoven zodat de film twee weken na de film The Odyssey uit zou komen, om hiermee concurrentie betreft IMAX-schermen te vermijden.